# Episodi de Il commissario Lanz (nona stagione)
La nona stagione della serie televisiva Il commissario Lanz è stata trasmessa in prima visione assoluta in Svizzera su SRF 1 dal 28 agosto al 9 ottobre 2018  e in Germania su ZDF. 
In Italia, la serie è stata trasmessa in prima visione assoluta su Rai 2 dal 15 novembre 2021 al 26 ottobre 2023.
| n° | Titolo originale         | Titolo italiano        | Prima TV Svizzera | Prima TV Italia  |
| -- | ------------------------ | ---------------------- | ----------------- | ---------------- |
| 1  | Der Neue                 | Il nuovo collega       | 28 agosto 2018    | 15 novembre 2021 |
| 2  | Glück                    | Felicità               | 4 settembre 2018  | 19 aprile 2022   |
| 3  | Guter Bulle, Böser Bulle | Un vecchio trucco      | 11 settembre 2018 | 4 giugno 2022    |
| 4  | Schneeball               | Quello che conta       | 18 settembre 2018 | 9 aprile 2022    |
| 5  | Willenlos                | Senza volontà          | 25 settembre 2018 | 19 ottobre 2023  |
| 6  | Atem des Teufels         | Il respiro del diavolo | 2 ottobre 2018    | 18 febbraio 2023 |
| 7  | Eine Dorfschönheit       | Bellezza locale        | 9 ottobre 2018    | 26 ottobre 2023  |